# Paraguay himnusza
A „Paraguayos, república o muerte” („Paraguayiak, köztársaság vagy halál!”) Paraguay nemzeti himnusza, melynek szövegét az uruguayi Francisco Acuña de Figueroa, a dallamát pedig a magyar származású Francisco José Debali, azaz Debály Ferenc József (1791 – 1859) szerezte. E szerzőpáros nevéhez fűződik Uruguay Orientales, la Patria o la tumba című nemzeti himnusza is.

## Szövege
I.
A los pueblos de América, infausto,

Tres centurias un cetro oprimió,

Mas un día soberbia surgiendo,

¡Basta!, dijo y el cetro rompió.

Nuestros padres lidiando grandiosos,
 
Ilustraron su gloria marcial;

Y trozada la augusta diadema,
 
Enalzaron el gorro triunfal. 
II.
Nueva Roma, la Patria ostentará

Dos caudillos de nombre y valer,

Que rivales, cual Rómulo y Remo,

Dividieron gobierno y poder…

Largos años, cual Febo entre nubes

Viose oculta la perla del Sud,

Hoy un héroe grandioso aparece

Realzando su gloria y virtud…
Coro
Paraguayos, ¡República o Muerte!

Nuestro brío nos dió libertad;

Ni opresores, ni siervos alientan,

Donde reinan unión e igualdad,

Unión e igualdad, unión e igualdad.

## Magyar fordítása
I.
Amerika népeit, boldogtalan

Három évszázadon át egy jogar elnyomta

Ám egy napon a büszkeség felbukkanva

Elég! – mondta, s eltörött a jogar.

Atyáink küzdve nagyszerűen

Megvilágosították harci dicsőségüket

S összetörve a fenséges koronát

Feltették a győzelmi sapkát
II.
Új Róma, a Haza dicsekszik majd

Két neves és bátor vezér

Kik riválisok, mint Romulus és Remus

Megoszlottak mint kormány és hatalom

Hosszú éveken át, mint Phoebus a felhők közt

Rejtve látszott a Dél gyöngye

Ma egy nagyszerű hős tűnik fel

Domborítva dicsőségét és erényét
Refrén
Paraguayiak, Köztársaság vagy Halál!

Bátorságunk nekünk szabadságot adott

Sem elnyomók, sem szolgák nem számítanak

Ahol az úr szövetség és egyenlőség

Szövetség és egyenlőség, szövetség és egyenlőség.